# NGC 3765
NGC 3765 est une vaste et lointaine galaxie spirale située dans la constellation du Lion. NGC 3765 a été découverte par l'astronome britannique John Herschel en 1832.

## Caractéristiques
NGC 3765 présente une large raie HI. Selon la base de données Simbad, NGC 3765 est une galaxie LINER, c'est-à-dire une galaxie dont le noyau présente un spectre d'émission caractérisé par de larges raies d'atomes faiblement ionisés.

### Distance
Sa vitesse par rapport au fond diffus cosmologique est de 10 520 ± 22 km/s, ce qui correspond à une distance de Hubble de 155 ± 11 Mpc (∼506 millions d'al).
À ce jour, deux mesures non basées sur le décalage vers le rouge (redshift) donnent une distance de 157,500 ± 72,832 Mpc (∼514 millions d'al), ce qui est à l'intérieur des valeurs de la distance de Hubble.